# Весь этот джаз
«Весь этот джаз» (англ. All That Jazz) — американская музыкальная драма режиссёра Боба Фосса по сценарию Роберта Алана Артура и самого Фосса. В основу фильму легли реальные события из жизни Фосса, в частности, сердечный приступ, который он перенёс во время монтажа фильма «Ленни» (1974) и работы над мюзиклом «Чикаго» (1975). Название картины позаимствовано у одного из номеров в мюзикле «Чикаго».
Фильм получил высокие отзывы критиков. Он выиграл «Золотую пальмовую ветвь» Каннского кинофестиваля, а также был номинирован на премии «Оскар», выиграв четыре награды, «Золотой глобус» и BAFTA. В 2001 году фильм был включён в Национальный реестр фильмов США как обладающий «культурным, историческим или эстетическим значением»

## Сюжет
Талантливый хореограф и режиссёр Джо Гидеон разрывается между подготовкой своего нового бродвейского шоу и монтажом очередного кинофильма.
Гидеон тяжело болен, но каждое утро он начинает с душа, таблеток «Alka-Seltzer», дозы декседрина и фразы «Шоу начинается, господа!». А дальше — напряжённый рабочий день, сигареты одна за другой, трудное рождение мюзикла и череда женщин (бывшая жена, любовница, привлекательная танцовщица из нового шоу), которых влечёт к Джо, несмотря на его постоянные измены и безответственность. Однако единственная, с которой Джо по-настоящему честен и которой по-настоящему увлечён, — таинственное существо в белом Анжелика, его муза, а быть может, и ангел смерти.
Нездоровый образ жизни и её бешеный темп закономерно приводят к сердечному приступу. Гидеон попадает в больницу, где ему предстоит операция на сердце. Но даже угроза смерти не может заставить Гидеона измениться. Продюсеры мюзикла оказываются перед выбором: заменить постановщика шоу или дождаться, пока выздоровеет Джо. В результате переговоров с представителями страховой компании они выясняют, что смерть Джо в результате операции будет самым выгодным для них исходом. Страховка покроет все убытки от выбившегося из постановочного графика спектакля. Финал картины — блистательное мини-представление, плод воображения умирающего Джо Гидеона, где он сам вместе с коллегами по цеху исполняет мажорную песню «Bye bye life» — на мотив известнейшего шлягера «Bye Bye Love».

## Актёрский состав
- Рой Шайдер — Джо Гидеон
- Джессика Лэнг — ангел Анжелика
- Лиланд Палмер — Одри Пэрис
- Энн Райнкинг — Кейт Джаггер
- Клифф Горман — Дэвис Ньюман
- Бен Верин — О’Коннор Флад
- Эржебет Фолди — Мишель Гидеон
- Дэвид Маргулис — Ларри Голди
- Майкл Толан — доктор Бэллинджер
- Макс Райт — Джошуа Пенн
- Уильям ЛеМассена — Джонси Хект
- Дебора Геффнер — Виктория Портер
- Джон Литгоу — Лукас Сарджент
- Джулс Фишер — Джулс
- Крис Чейс — Лесли Перри
- Энтони Холланд — Пол
- Бен Мастерс — доктор Гэрри
- Роберт Левин — доктор Хайман
- Си Си Эйч Паундер — медсестра Блейк

## Культурное влияние
В фильме прослеживаются явные параллели с жизнью и творчеством создателя картины Боба Фосса. Так же, как и главный герой, Фосс скончался от инфаркта в 1987 году, во время работы над своей следующей лентой, прожив после выхода на экраны фильма «Весь этот джаз» семь лет.
Режиссёр картины решает на экране непростую дилемму — создать реалистичное кино и соблюсти все жанровые условности коммерческого шоу-мюзикла на Бродвее.
Перипетии картины отсылают зрителя к другому шедевру, картине «8½». Также как и герой Феллини — Гвидо Ансельми, постановщик шоу мучительно рождает образы будущего спектакля в своём сознании, после чего они обретают свой реальный облик в музыке и танце.
В 1996 году российская рок-группа «Алиса» выпускает номерной альбом под названием «Jazz». В интервью лидер группы Константин Кинчев пояснил, что на название альбома повлияла данная кинолента.

## Награды
- Премия Оскар (1980)
  - Лучшая работа художника-постановщика
  - Лучший дизайн костюмов
  - Лучший звуковой монтаж
  - Лучшая музыка
- Номинации на премию Оскар
  - Лучшая мужская роль
  - Лучшая операторская работа
  - Лучшая режиссура
  - Лучший фильм года
  - Лучший оригинальный сценарий
- Премия BAFTA (1981)
  - Лучшая операторская работа
  - Лучший звуковой монтаж
- Номинации на премию BAFTA
  - Лучшая мужская роль
  - Лучший дизайн костюмов
  - Лучшая работа художника-постановщика
  - Лучший звуковой монтаж
- Золотая пальмовая ветвь Каннского кинофестиваля (1980)
- Премия Bodil (1981) лучший неевропейский фильм.
- Премия Золотой Глобус (1980) номинация на приз лучшему актёру музыкального фильма

### Последующее признание
- Национальный реестр фильмов (2001)
- Лучшие американские фильмы-мюзиклы за 100 лет по версии AFI (2006) – 14-е место